# Mirko Derganc
Mirko (Kazimir) Derganc, slovenski zdravnik kirurg, * 4. marec 1914, Ljubljana, † 28. april 1981, Ljubljana.

## Življenje in delo
Medicino je študiral v Ljubljani in Zagrebu, kjer je 1938 diplomiral. Po končanem študiju se je sprva kot volonter, nato pa kot asistent zaposlil na kirurškem oddelku ljubljanske bolnišnice. Leta 1949 je postal docent, 1962 izredni in 1968 redni profesor na ljubljanski Medicinski fakulteti. Ustanovil in vodil je oddelek za plastično in reparativno kirurgijo na kirurgični kliniki v Ljubljani (1950-1976). Leta 1957 je sodeloval pri ustanovitvi Jugoslovanskega združenja za plastično in maksilofacislno kirurgijo ter istega leta postal predsednik tovrstne sekcije pri Slovenskem zdravniškem društvu. Aktivno je sodeloval na jugoslovanskih in mednarodnih kongresih za plastično kirurgijo in postal 1965 član mednarodnega združenja za opekline. Objavil je vrsto znanstvenih, strokovnik in poljudnih člankov predvsem s področja opeklin in rekonstruktivne kirurgije. Njegov učbenik Prva pomoč. Priročnik za bolničarje in sanitejce je izšel tudi v treh srbohrvaških izdajah; popravljena  izdaja učbenika Osnove prve pomoči za vsakogar, pa je tudi doživela več ponatisov.
Profesor Derganc je bil začetnik plastične kirurgije na Slovenskem. Uvedel je nove metode zdravljenja opeklin in poškodb roke; mednarodno je znana njegova anatomska klasifikacija opeklin. Bil je častni član Jugoslovanskega združenja za plastično maksilofacialno kirurgijo Slovenskega zdravniškega društva.
Leta 1979 je prejel Kidričevo nagrado za življenjsko delo na področju plastične kirurgije in zdravljenja opeklin ter na področju prve pomoči .